# Liodrosophila melanostoma
Liodrosophila melanostoma är en tvåvingeart som beskrevs av Toyohi Okada 1992. Liodrosophila melanostoma ingår i släktet Liodrosophila och familjen daggflugor. Inga underarter finns listade i Catalogue of Life.